# Tim Kring

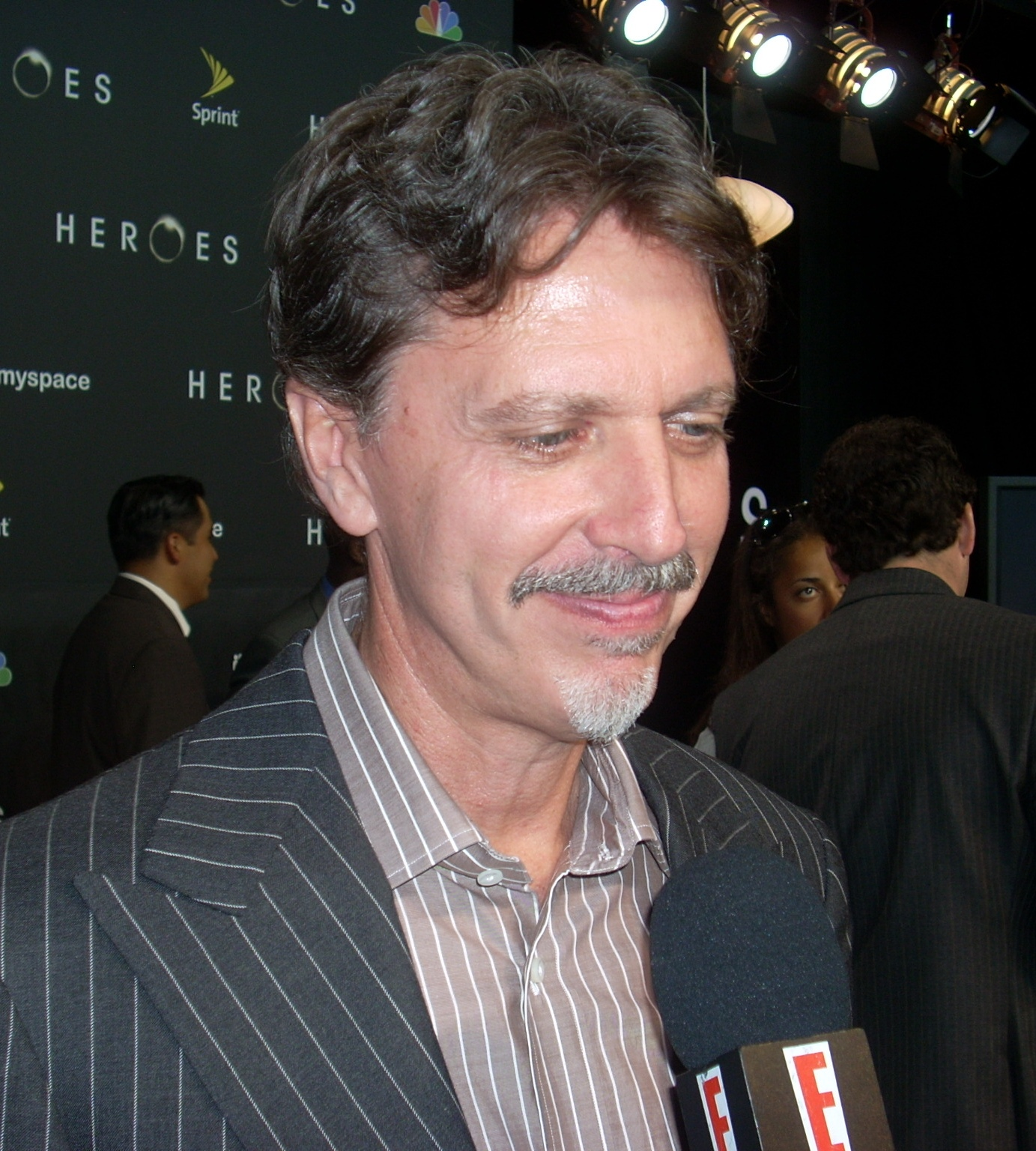
Tim Kring

Tim Kring é o criador das séries de televisão americanas Heroes, Crossing Jordan, Strange World Touch e DIG. Ele também escreveu e produziu outros programas de televisão e filmes. Um dos projetos mais recentes foi Misfits of Science que, como Heroes, tratava de humanos superpoderosos como tema principal. Outro programa foi Teen Wolf Too, co-escrito por Jeph Loeb, que se juntou com Kring novamente mais tarde em Heroes.